# Фогельрейх
Фогельрейх — ландшафтний заказник місцевого значення. Об'єкт розташований на території Більмацького району Запорізької області, на околиці села Вершина-2, в балці «Чумачка» і «Вовчий яр».
Площа — 60 га, статус отриманий у 1997 році.